# Flört a fellegekben
A Flört a fellegekben (eredeti cím: View from the Top) 2003-ban bemutatott amerikai romantikus filmvígjáték Bruno Barreto rendezésében. A főbb szerepekben Gwyneth Paltrow és Christina Applegate látható.

## Cselekmény
Donna kisvárosi lány, aki világot szeretne látni. Miután elolvasta Sally Weston könyvét a 'My Life in the Sky'-t, úgy határoz, hogy követi Sally-t és ő is légi utaskísérő lesz. Először egy kis légitársasághoz kerül, majd megpályázza a Royalty Airlines-t. Két barátnőjével, Sherry-vel és Christine-nel jelentkezik a válogatásra. Donna és Christine bejut, de Sherry nem. Donna szívét-lelkét beleadja, és Sally Weston nyomdokain járva tör a csúcsra, amit ebben az esetben a 'Párizs, First Class International' jelent. A teszt megírása után Donna döbbenten tapasztalja, hogy őt a fapados clevelandi járatra osztották, míg Christine, akinek nagy nehézséget jelentettek az elméleti tudnivalók, megkapja a kiemelt New York-i járatot.
Donna tudja, hogy Christine fiatalabb korában is lopott el ezt-azt, de megdöbben, amikor megtalálja Christine táskájában a Royalty Airline tesztsorát. Donna, Sally Weston-hoz fordul segítségért és kiderül, hogy Christine átírta Donna tesztlapjának sorszámát a sajátjára, tehát kicserélte a tesztlapokat. Ezáltal Donna új esélyt kap a vizsgára, majd maximális pontszámot teljesítve áthelyezik a New York-i, első osztályú, a nemzetközi útvonalra. Azonban magánéletében is fordulópont következik: Döntenie kell barátja és karrierje között; végül a karriert választja.
Bár Donna megkapja a hőn áhított 'Párizs, First Class International'-t, de mégsem boldog. Visszatér Clevelandbe, hogy találkozzon barátjával. A film végén kiderül, hogy Donna a Royalty Airlines pilótája lett.

## Szereplők
| Szerep                  | Színész             | Magyar hang        |
| ----------------------- | ------------------- | ------------------ |
| Donna Jensen            | Gwyneth Paltrow     | Solecki Janka      |
| Christine Montgomery    | Christina Applegate | Urbán Andrea       |
| Sherry                  | Kelly Preston       | Orosz Anna         |
| Tim Stewart             | Mark Ruffalo        | Lux Ádám           |
| Sally Weston            | Candice Bergen      | Menszátor Magdolna |
| John Whitney            | Mike Myers          | Kerekes József     |
| Steve Bench másodpilóta | Rob Lowe            | Seder Gábor        |
| Rodney                  | John Francis Daley  |                    |
| Frank Thomas            | Stephen Tobolowsky  |                    |
| Randy Jones             | Joshua Malina       | Moser Károly       |
| Tommy Boulay            | Marc Blucas         | Schmied Zoltán     |
| Angela Samona           | Stacey Dash         |                    |
| Roy Roby                | Jon Polito          | Albert Péter       |
| Mrs. Stewart            | Concetta Tomei      |                    |
| Donna anyja             | Robyn Peterson      |                    |
| Paige                   | Nadia Dajani        |                    |

## Díjak és jelölések
| Év   | Díj                | Kategória                 | Jelölt              | Eredmény |
| ---- | ------------------ | ------------------------- | ------------------- | -------- |
| 2003 | Teen Choice Awards | kedvenc filmes gonosztevő | Christina Applegate | Jelölve  |

## Filmzene
1. John Koha from The Band Escape – Don’t Stop Believin’
2. Jo Dee Messina – Downtime
3. Tabitha Fair – ABC
4. Kaci Lyn Battaglia – I'm Not Anybody's Girl
5. Jo Dee Messina – Was That My Life
6. LeAnn Rimes – Suddenly
7. Tiffany Arbuckle – Boys Don't Cry
8. Sofia Loell – Utopia
9. Bon Jovi – Livin' on a Prayer
10. G.G. – Sincerely
11. Tamara Walker – Circle of Love
12. Katie Cook – Time after Time
13. Danielle Spencer – Tickle Me
14. Fifth Dimension – Up Up and Away
15. Tom Bowes – Celebration
16. Early Edison – New Distraction
17. Tom Bowes – For Once in My Life
18. The Righteous Brothers – Unchained Melody
19. Anna Wilson – Bus Ride
20. Natalie Grant – No Sign of It
21. Petula Clark – La Vie en Rose
22. Sixpence None The Richer – I've Been Waiting
23. "View from the Top" Cast – We Are Royalty/We Are Family
24. Tamara Walker – Everywhere I Look, There's You